# Onychargia
Onychargia – rodzaj ważek z rodziny pióronogowatych (Platycnemididae). Wcześniej był zaliczany do łątkowatych (Coenagrionidae).

## Podział systematyczny
Do rodzaju należą następujące gatunki:
- Onychargia atrocyana Selys, 1865
- Onychargia priydak Kosterin, 2015